# 1721

Mapa simplificat d'Europa al final de la Gran Guerra del Nord el 1721.

## Esdeveniments
Països Catalans
Resta del món
- 4 d'abril: Robert Walpole esdevé de facto el primer Primier Ministre de la Gran Bretanya.[1]
- 27 de març - Madrid: Espanya signa amb França el Tractat de Madrid que posà fí a la Guerra de la Quàdruple Aliança i al qual es va adherir Anglaterra el 13 de juny.
- 13 de juny: pacte entre Espanya, França i Anglaterra per garantir el compliment dels tractats d'Utrecht, de Baden i de Londres.[2]
- 10 de setembre - Uusikaupunki (Finlàndia): Suècia i Rússia van signar el Tractat de Nystad en el que el primer estat va cedir al segon parts de Vyborg, el Comtat de Kexholm (actual Priozersk a Rússia), Íngria, Estònia i Livonià a Rússia en el context de la Gran Guerra del Nord.
- Innocenci XIII és escollit Papa.
- Publicació de les Cartes Perses de Montesquieu.

## Naixements
Països Catalans
Francesc Canivell i de Vila
Resta del món
- 21 de febrer, John McKinly, metge americà, president de Delaware (m. 1796).
- 8 de març, Estrasburg: Carolina de Zweibrücken-Birkenfeld, aristòcrata, una de les dones més influents del seu temps (m. 1774).[3]
- 29 de desembre, París, Regne de França: Jeanne-Antoinette Poisson, Madame de Pompadour, la més cèlebre de les amants del rei Lluís XV de França (m. 1764).[4]

## Necrològiques
Països Catalans
Resta del món
- 19 de març - Papa Climent XI (n. 1649).
- 28 d'abril - Jamaica: Mary Read, dona pirata anglesa de principis del segle xviii (n. 1695).[5]
- 18 de juliol - Valenciennes (França): Antoine Watteau, pintor francès (n. 1684).